# Cranage
Cranage is een civil parish in het bestuurlijke gebied Cheshire East, in het Engelse graafschap Cheshire met 1184 inwoners.